# Grand Av Arts/Bunker Hill (métro de Los Angeles)
Grand Av Arts/Bunker Hill est une station de métro américaine à Los Angeles, en Californie. Située le long du Regional Connector entre 7th Street et Historic Broadway, elle est desservie par les lignes A et E du métro de Los Angeles depuis sa mise en service le 16 juin 2023.